# Covetes dels Moros
El conjunto llamado Covetes dels Moros es un grupo de cuevas-ventanas, o cuevas artificiales con orificios en forma de ventana, colgadas a mitad de un acantilado rocoso. Situadas en el barranco de la Fos, en la vertiente derecha, tan sólo a unos 300 m al norte del núcleo urbano medieval de Bocairente. Es el grupo más complejo y numeroso, con diferencia, de toda la cabecera del río Clariano, donde hay otros pequeños grupos en los barrancos entre Bocairente, Onteniente y Alfafara. Es también el más famoso y del que más se ha escrito.
Actualmente, está considerado como BIC (Bien de Interés Cultural) (fue declarado Monumento histórico-artístico perteneciente al Tesoro Artístico Nacional mediante decreto de 3 de junio de 1931).

## Descripción histórico-artística
Se desconoce la época de realización y su uso exacto, aunque se han utilizado como refugio. Se trata de 53 oquedades artificiales excavadas en la roca. Aunque existe la creencia popular de que su antigüedad se remonta a la época de dominación árabe, la existencia de 48 tumbas visigóticas en los alrededores corrobora, en cierto modo, el origen de las Covetes dels Moros. Según esta teoría, estos 48 enterramientos corresponderían a los 53 habitáculos de la comunidad anacoreta. Están situadas a gran altura, por lo que su acceso se realizaba escalando, como muestran los rebajes de las oquedades. En el interior son de pequeña altura lo que impide permanecer erguido.
Consta de unas cincuenta ventanas, que dan acceso a otras tantas cámaras, así como de nueve ventanas más, que tan sólo están iniciadas e inacabadas. Las ventanas se disponen en tres o cuatro niveles pero sin formar niveles regulares. Es muy probable que la gran mayoría de estas cámaras fueran concebidas para estar aisladas, al menos en un principio, ya que todas tienen argollas de anclaje para las cuerdas y dispositivos para empotrar puertas –marcos, surcos...–, pero en la actualidad están todas intercomunicadas por roturas en las paredes (que también parecen antiguas), así como por "pozos-chimeneas" para salvar los desniveles. Así mismo, una de las ventanas se encuentra a un nivel más bajo que el resto del grupo (a unos 8 metros del suelo) y no tiene cámara, sino que es del tipo "chimenea", con buenos escalones. En 1908 se hizo explotar un barreno para facilitar el acceso, cosa que la desfiguró.
En la Edad Media, en toda su operatividad, a las Covetes se accedía a través de una ventana principal, situada más baja que el resto (a 8 m) a la que se llegaba escalando con unas muescas hechas en la pared (pedal). Hoy es mucho más fácil puesto que se han instalado escaleras. Otros dos accesos de este tipo de pedal, se constatan hacia las ventanas del tercio norte y extremo norte. Las cámaras, casi todas de planta aproximadamente rectangular y variables en cuanto a medidas (2,5x3 m. y 2,5x 4 m., como media), no presentan silos ni elementos destacables, y solamente unas cuantas tienen depósitos o compartimientos abiertos - trojes. Frente a este grupo hay una ventana solitaria, El Calvario, y alrededor del mismo Bocairente también encontramos el grupo del Colomer y el de En Gomar.
Las interpretaciones de estas cavidades han sido muy diversas, a través del tiempo, (cámaras sepulcrales de épocas antiguas, graneros, cenobios visigóticos...) y difíciles de datar, por falta de materiales arqueológicos, inscripciones u otros datos. Después de diversas prospecciones arqueológicas llevadas a cabo por el MAOVA (Museo Arqueológico de Onteniente – Valle de Albaida), –aún no completadas–, se puede asegurar que se trataba de graneros-almacenes de seguridad, realizados en época andalusí, que servirían a determinadas comunidades campesinas de las proximidades, muy probablemente de ascendencia bereber. Parece que es un modelo de granero trasladado del norte de África (los tazaghin del alto Atlas, por ejemplo).
Hipotéticamente, su funcionamiento debería ser remotamente parecido al de un almacén colectivo bereber o agadir, al menos para el grupo mayor de las Covetes dels Moros. Corresponderían a un momento muy preciso –aún por determinar con exactitud–, probablemente entre los siglos X y XI.